# Arthur Kreindler
Arthur Kreindler (n. 15 mai 1900, București – d. 28 mai 1988, București) a fost medic neurolog român, de origine evreu , academician, profesor de neurologie la Institutul de Medicină și Farmacie din București, director al Institutului de Cercetări în Neurologie al Academiei Române.

## Biografie
După absolvirea facultății de medicină a Universității din București, a lucrat în clinica de neurologie a spitalului Colentina, sub conducerea lui Gheorghe Marinescu. Împreună cu acesta, publică în anul 1935  monografia Reflexele condiționate și este co-autor al cărții Le Tonus des muscles striés, 1937 (împreună cu Gheorghe Marinescu, Nicolae Ionescu-Sisești și Oskar Sager), lucrare prefațată de renumitul neurofiziolog englez Sir Charles Sherrington.
În anul 1948 este numit profesor de Neurologie la facultatea de Medicină din București și membru al noii Academii R.P.R. În cadrul acestei Academii, devine director al Institutului de Neurologie, care capătă numele lui Ivan Petrovici Pavlov, ideologia predominantă în medicină în acea vreme fiind nervismul, bazat pe cercetările lui Pavlov asupra reflexelor condiționate. Kreindler reușește să adune în jurul său o serie de colaboratori de valoare, ca State Drăgănescu, Vlad Voiculescu, Th. Horneț, Arcadiu Petrescu, Ion Voinescu și alții. Temele de cercetare în Neurofiziologie, Neurochimie, Neuropatologie, Activitate nervoasă superioară, precum și în domeniul Neurologiei clinice corespundeau stadiului dezvoltării acestor discipline în acea epocă. Un accent deosebit a fost pus pe studiul excitabilității sistemului nervos central, activității electrice a creierului, cercetarea dinamicei corticale în diferite afecțiuni neurologice, studiul clinic și experimental al epilepsiei, fiziologia și fiziopatologia cerebelului, afazia. Pentru rezultatele cercetărilor  asupra epilepsiei, efectuate împreună cu colaboratorii săi, apărute în monografia Epilepsia (1955), primește în 1957 Premiul de Stat.
Kreindler a desfășurat o activitate deosebită în specializarea medicilor în neurologie, în cadrul catedrei de specializare și perfecționare în neurologie (învățământ suprauniversitar) a Institutului de Medicină și Farmacie (IMF-București).
Arthur Kreindler a publicat numeroase articole în revistele de specialitate din țară și străinătate, a participat cu referate la congrese naționale și internaționale (în 1957 a fost raportor principal asupra Epilepsiei de tip petit mal la Congresul mondial de Neurologie din Bruxelles/Belgia).
Dintre cărțile publicate mai sunt de menționat: Anatomo-fiziologia clinică a Sistemului nervos central, 1957 (împreună cu Vlad Voiculescu), Physiologie et Pathophysiologie du Cervelet, 1958 (împreună cu Mircea Steriade), Infarctul cerebral și Hemoragia cerebrală, 1972, Afazia 1973 (împreună cu Alexandru Fradis), Neurologie clinică, 1976 (împreună cu Vlad Voiculescu).
În ultimii ani ai vieții a tradus în limba română, fără a publica, o parte din tragediile lui Shakespeare. A murit în București la 28 mai 1988.

## Distincții
- Ordinul „23 August” clasa a IV-a (12 august 1959) „pentru activitate rodnică în dezvoltarea științei și culturii din Republica Populară Romînă”[3]
- titlul de Om de Știință Emerit al Republicii Populare Romîne (31 decembrie 1962) „pentru activitate îndelungată, contribuție în dezvoltarea științei și merite deosebite în dezvoltarea învățământului superior”[4]
- Ordinul „Meritul Științific” clasa a II-a (26 septembrie 1966) „pentru merite deosebite în activitatea științifică, cu prilejul Centenarului Academiei Republicii Socialiste România”[5]